# Jeanne Moreau
Jeanne Moreau (Paris, 23 de janeiro de 1928 – Paris, 31 de julho de 2017) foi uma atriz e cantora francesa.
Filha de um barman francês e de uma bailarina britânica, teve formação de uma atriz clássica no conservatório, pela passagem pela Comédie-Française e pelo Teatro Nacional Popular (TNP).
Foi dirigida por grandes diretores como Michelangelo Antonioni, François Truffaut, François Ozon, Louis Malle, Orson Welles e Wim Wenders, entre outros.
Em 1960, recebeu o prêmio de Melhor Atriz no Festival de Cannes por seu trabalho em Moderato cantabile.
Em 1973, fez o papel título do filme Joanna Francesa, do cineasta brasileiro Cacá Diegues, quando sua voz foi dublada pela atriz Fernanda Montenegro. No mesmo filme, atuou também o estilista Pierre Cardin.
Faleceu em Paris no dia 31 de julho de 2017.

## Filmografia incompleta
- 1953 – Julietta de Marc Allégret

Jeanne Moreau e Carlos Diegues no Galeão (1972).

- 1954 – Touchez pas au grisbi de Jacques Becker
- 1954 – La reine Margot de Jean Dréville
- 1958 – Ascenseur pour l'échafaud de Louis Malle
- 1958 – Le Dos au mur de Edouard Molinaro
- 1958 – Les Amants de Louis Malle
- 1958 – La mariée était en noir de François Truffaut
- 1959 – Les liaisons dangereuses de Roger Vadim
- 1959 – Les quatre cents coups de François Truffaut
- 1960 – Le Dialogue des Carmélites de Philippe Agostini e Raymond Leopold Bruckberger
- 1960 – La notte, de Michelangelo Antonioni
- 1962 – Jules et Jim de François Truffaut
- 1962 – Eva de Joseph Losey
- 1962 – Le Procés de Orson Welles
- 1963 – The Victors de Carl Foreman
- 1963 – La Baie des anges de Jacques Demy
- 1963 – Peau de banane de Marcel Ophüls
- 1963 – Le feu follet de Louis Malle
- 1964 - The Train de John Frankenheimer
- 1964 – Le journal d'une femme de chambre de Luis Buñuel
- 1964 – The Yellow Rolls-Royce de Anthony Asquith
- 1964 – Mata-Hari de Jean-Louis Richard
- 1965 – Campanadas a medianoche de Orson Welles
- 1965 – Viva Maria! de Louis Malle
- 1967 – Mademoiselle de Tony Richardson
- 1968 – La mariée était en noir de François Truffaut
- 1973 – Joanna Francesa de Cacá Diegues[4]
- 1974 – Les valseuses, de Bertrand Blier
- 1976 – Lumière de Jeanne Moreau
- 1976 – Monsieur Klein de Joseph Losey
- 1976 – The Last Tycoon de Elia Kazan
- 1979 – L'Adolescente de Jeanne Moreau
- 1982 – La Truite de Joseph Losey
- 1982 – Querelle de Rainer Werner Fassbinder
- 1986 – Sauve-toi, Lola de Michel Drach
- 1987 – Le Miraculé de Jean-Pierre Mocky
- 1989 – Undergångens arkitektur de Peter Cohen
- 1990 – La Femme fardée de José Pinheiro
- 1990 – Nikita, de Luc Besson
- 1991 – La Vieille qui marchait dans la mer de Laurent Heynemann
- 1992 – A demain de Didier Martiny
- 1995 – Al di là delle nuvole de Michelangelo Antonioni e Wim Wenders
- 1995 – Les cent et une nuits de Simon Cinéma de Agnès Varda
- 1996 – La Propriétaire de Ismail Merchant
- 1997 – Un amour de sorcière de René Manzor
- 1999 – A tout jamais, une histoire de Cendrillon de Andy Tennant
- 2001 – Lisa de Pierre Grimblat
- 2001 – Cet Amour-là de Josée Dayan
- 2005 – Akoibon de Édouard Baer
- 2005 – Le temps qui reste de François Ozon
- 2005 – Go West (2005) de Ahmed Imamovic
- 2012 – O Gebo e a Sombra de Manoel de Oliveira[5][6][7][8]
- 2012 : Une Estonienne à Paris de Ilmar Raag
- 2015 : Le Talent de mes amis de Alex Lutz